# 이효창
이효창 (李孝昌, 1922년 ~ 2006년 8월 26일)은 대한민국의 전 스피드스케이팅 선수로, 1948년 동계 올림픽에 대한민국 선수단으로 처음 참가하였다. 선수 은퇴 이후에는 공직생활, 사업, 발명가의 길을 걸었다.

## 생애
1922년 일제강점기 조선 경성부 용산구 원효로 3가에서 만석꾼의 아들로 태어났다. 개성 송도고등보통학교 빙상부에 들어가 조선빙상선수권대회에 출전해 우승을 차지하였고, 스물둘이던 1944년에는 전일본선수권대회에서 종합 우승을 차지하였다. 광복 후 1946년 강원도 춘천에서 개최된 제1회 한국 빙상선수권대회에서 우승을 차지하였다.
1948년 보성전문학교 2학년 재학 중 생모리츠 동계올림픽에 스피드스케이팅 국가대표로 선발되었으며, 대회에 앞서 미국 전지훈련을 거치고 문동성, 이종국 선수와 함께 태극기를 달고 출전하였다. 대회가 끝난 뒤에는 노르웨이 왕실의 초청으로 노르웨이 빙상 선수권대회에 출전해 스피드스케이팅 1,500m, 5,000m 종목에서 각각 2위와 3위를 차지했다.
같은해 대한민국 상공부장관 비서관이 되었고, 1949년에는 외자구매처 비서실장 등의 공직에 몸담았다. 1950년 한국 전쟁 중에는 경상남도 거제도에 고아원인 '동심원'을 설립하기도 했다. 1959년 신영기계공업을 설립하여 본격적인 사업가의 길에 뛰어들었고, 1940년대 영화배우로 유명했던 하상남 씨와 결혼했다.
1984년 '세리온'이라는 합성물질을 처음 개발해 비누와 화장품 등을 생산하였으며, 1992년과 2002년에는 독일 국제 특허 신기술 박람회에서 대상을 수상하였다. 2006년 8월 26일 향년 84세의 나이로 별세하였다..

## 같이 보기
- 1948년 동계 올림픽 대한민국 선수단